# Collegio di Perth and North Perthshire
Perth and North Perthshire è stato un collegio elettorale rappresentato alla camera dei comuni del parlamento del Regno Unito. Eleggeva un membro del parlamento con il sistema maggioritario a turno unico; il collegio è stato abolito nel 2024, e la sua area divisa; il North Perthshire è stato trasferito al nuovo collegio di Angus and Perthshire Glens, con l'aggiunta di alcuni ward del collegio di Ochil and South Perthshire, e il nuovo collegio risultante si chiama Perth and Kinross-shire.

## Estensione
Come stabilito dalla quinta revisione periodica della Boundary Commission for Scotland, il collegio fu creato per coprire una porzione settentrionale di Perth e Kinross, e fu utilizzato per la prima volta alle elezioni del 2005. Il collegio di Ochil and South Perthshire fu creato contemporaneamente per coprire la parte restante di Perth e Kinross, oltre al Clackmannanshire.
Prima delle elezioni del 2005, l'area era stata coperta dal collegio di Angus, Ochil, Perth e North Tayside; il collegio di Perth era interamente nell'area di Perth e Kinross, quello di North Tayside copriva la parte nord di Perth e Kinross e di Angus, mentre il collegio di Angus copriva una piccola parte sud-orientale di Perth e Kinross, una parte meridionale di Angus e la parte settentrionale dell'area del consiglio di Dundee. Il collegio di Ochil comprendeva un'altra porzione sud-orientale di Perth e Kinross, l'intero Clackmannanshire e una parte sud-orientale dell'area del consiglio di Stirling.
Perth and North Perthshire sostituì i collegi di North Tayside e Perth.

## Descrizione
Il collegio di Perth and North Perthshire si estendeva attraverso la parte settentrionale di Perth e Kinross in Scozia. Si trattava di un'area benestante, in prevalenza rurale, con allevamenti e industrie di frutticoltura. Il turismo costituiva anche una parte significativa dell'economia. Verso la parte sud del collegio, lungo il fiume Tay, sorgeva la città di Perth e i villaggi adiacenti; Perth era abitata da un misto di classe media benestante nei quartieri meridionali, mentre a nord vi erano aree più difficili.
Perth and North Perthshire è stato un campo di battaglia storico tra conservatori e nazionalisti; dall'istituzione del collegio di Perth and East Perthshire nel 1950, l'area ha tradizionalmente eletto deputati del Partito Unionista, e successivamente conservatori, dopo che i due partiti si erano amalgamati nel 1965.
Il collegio di Perth and East Perthshire fu uno degli 11 in Scozia ad eleggere un deputato nazionalista alle elezioni generali nel Regno Unito dell'ottobre 1974; con una modifica dei collegi del Parlamento alle elezioni generali del 1979, il successore di Perth and East Perthshire, North Tayside, continuò ad eleggere il candidato conservatore finché non fu sconfitto da John Swinney del SNP nel 1997, e da quel punto in avanti il collegio ha sempre eletto deputati nazionalisti. I conservatori non riuscirono a ottenere Perth and North Perthshire alle elezioni del 2005, con il candidato conservatore Douglas Taylor che arrivò secondo dietro a Pete Wishart per 1.521 voti. Alle successive elezioni Pete Wishart aumentò il proprio vantaggio sugli sfidanti, ottenendo il collegio alle elezioni del 2015 con 9.641 voti in più dei conservatori; questi ultimi mancarono di vincere per soli 21 voti alle elezioni generali del 2017, il terzo risultato più ravvicinato del Regno Unito dopo North East Fife e Kensington.

## Membri del parlamento
| Elezione | Elezione | Deputato                                                             | Partito                                                              |
| -------- | -------- | -------------------------------------------------------------------- | -------------------------------------------------------------------- |
|          | 2005     | Pete Wishart                                                         | SNP                                                                  |
|          | 2024     | Collegio abolito e sostituito da collegio di Perth and Kinross-shire | Collegio abolito e sostituito da collegio di Perth and Kinross-shire |

## Risultati elettorali

### Elezioni negli anni 2010
| Partito                    | Partito                          | Candidato                  | Risultati 12 dicembre 2019 | Risultati 12 dicembre 2019 |
| Partito                    | Partito                          | Candidato                  | Voti                       | %                          |
| -------------------------- | -------------------------------- | -------------------------- | -------------------------- | -------------------------- |
|                            | SNP                              | Pete Wishart               | 27 362                     | 50,60                      |
|                            | Conservatore                     | Angus Forbes               | 19 812                     | 36,64                      |
|                            | Lib Dem                          | Angela Bretherton          | 3 780                      | 6,99                       |
|                            | Laburista                        | Peter Barrett              | 2 471                      | 4,57                       |
|                            | Brexit                           | Stuart Powell              | 651                        | 1,20                       |
|                            |                                  |                            |                            |                            |
| Iscritti                   | Iscritti                         | Iscritti                   | 72 600                     | 100,00                     |
| ↳ Votanti (% su iscritti)  | ↳ Votanti (% su iscritti)        | ↳ Votanti (% su iscritti)  | 54 076                     | 74,48                      |
| ↳ Astenuti (% su iscritti) | ↳ Astenuti (% su iscritti)       | ↳ Astenuti (% su iscritti) | 18 524                     | 25,52                      |
|                            |                                  |                            |                            |                            |
|                            | Esito: collegio confermato a SNP |                            |                            |                            |

| Partito                    | Partito                          | Candidato                  | Risultati 8 giugno 2017 | Risultati 8 giugno 2017 |
| Partito                    | Partito                          | Candidato                  | Voti                    | %                       |
| -------------------------- | -------------------------------- | -------------------------- | ----------------------- | ----------------------- |
|                            | SNP                              | Pete Wishart               | 21 804                  | 42,32                   |
|                            | Conservatore                     | Ian Duncan                 | 21 783                  | 42,28                   |
|                            | Lib Dem                          | David Roemmele             | 5 349                   | 10,38                   |
|                            | Laburista                        | Peter Barrett              | 2 589                   | 5,02                    |
|                            |                                  |                            |                         |                         |
| Iscritti                   | Iscritti                         | Iscritti                   | 71 761                  | 100,00                  |
| ↳ Votanti (% su iscritti)  | ↳ Votanti (% su iscritti)        | ↳ Votanti (% su iscritti)  | 51 525                  | 71,80                   |
| ↳ Astenuti (% su iscritti) | ↳ Astenuti (% su iscritti)       | ↳ Astenuti (% su iscritti) | 20 236                  | 28,20                   |
|                            |                                  |                            |                         |                         |
|                            | Esito: collegio confermato a SNP |                            |                         |                         |

| Partito                    | Partito                          | Candidato                  | Risultati 7 maggio 2015 | Risultati 7 maggio 2015 |
| Partito                    | Partito                          | Candidato                  | Voti                    | %                       |
| -------------------------- | -------------------------------- | -------------------------- | ----------------------- | ----------------------- |
|                            | SNP                              | Pete Wishart               | 27 379                  | 50,51                   |
|                            | Conservatore                     | Alexander Stewart          | 17 738                  | 32,73                   |
|                            | Laburista                        | Scott Nicholson            | 4 413                   | 8,14                    |
|                            | Lib Dem                          | Peter Barrett              | 2 059                   | 3,80                    |
|                            | Verdi                            | Louise Ramsay              | 1 146                   | 2,11                    |
|                            | UKIP                             | John Myles                 | 1 110                   | 2,05                    |
|                            | Indipendente                     | Xander McDade              | 355                     | 0,65                    |
|                            |                                  |                            |                         |                         |
| Iscritti                   | Iscritti                         | Iscritti                   | 72 459                  | 100,00                  |
| ↳ Votanti (% su iscritti)  | ↳ Votanti (% su iscritti)        | ↳ Votanti (% su iscritti)  | 54 200                  | 74,80                   |
| ↳ Astenuti (% su iscritti) | ↳ Astenuti (% su iscritti)       | ↳ Astenuti (% su iscritti) | 18 259                  | 25,20                   |
|                            |                                  |                            |                         |                         |
|                            | Esito: collegio confermato a SNP |                            |                         |                         |

| Partito                    | Partito                          | Candidato                  | Risultati 6 maggio 2010 | Risultati 6 maggio 2010 |
| Partito                    | Partito                          | Candidato                  | Voti                    | %                       |
| -------------------------- | -------------------------------- | -------------------------- | ----------------------- | ----------------------- |
|                            | SNP                              | Pete Wishart               | 19 118                  | 39,61                   |
|                            | Conservatore                     | Peter Lyburn               | 14 739                  | 30,54                   |
|                            | Laburista                        | Jamie Glackin              | 7 923                   | 16,41                   |
|                            | Lib Dem                          | Peter Barrett              | 5 954                   | 12,34                   |
|                            | Trust                            | Douglas Taylor             | 534                     | 1,11                    |
|                            |                                  |                            |                         |                         |
| Iscritti                   | Iscritti                         | Iscritti                   | 72 149                  | 100,00                  |
| ↳ Votanti (% su iscritti)  | ↳ Votanti (% su iscritti)        | ↳ Votanti (% su iscritti)  | 48 268                  | 66,90                   |
| ↳ Astenuti (% su iscritti) | ↳ Astenuti (% su iscritti)       | ↳ Astenuti (% su iscritti) | 23 881                  | 33,10                   |
|                            |                                  |                            |                         |                         |
|                            | Esito: collegio confermato a SNP |                            |                         |                         |

### Elezioni negli anni 2000
| Partito                    | Partito                                | Candidato                  | Risultati 5 maggio 2005 | Risultati 5 maggio 2005 |
| Partito                    | Partito                                | Candidato                  | Voti                    | %                       |
| -------------------------- | -------------------------------------- | -------------------------- | ----------------------- | ----------------------- |
|                            | SNP                                    | Pete Wishart               | 15 469                  | 33,68                   |
|                            | Conservatore                           | Douglas Taylor             | 13 948                  | 30,37                   |
|                            | Laburista                              | Doug Maughan               | 8 601                   | 18,73                   |
|                            | Lib Dem                                | Gordon Campbell            | 7 403                   | 16,12                   |
|                            | Socialista                             | Philip Stott               | 509                     | 1,11                    |
|                            |                                        |                            |                         |                         |
| Iscritti                   | Iscritti                               | Iscritti                   | 70 879                  | 100,00                  |
| ↳ Votanti (% su iscritti)  | ↳ Votanti (% su iscritti)              | ↳ Votanti (% su iscritti)  | 45 930                  | 64,80                   |
| ↳ Astenuti (% su iscritti) | ↳ Astenuti (% su iscritti)             | ↳ Astenuti (% su iscritti) | 24 949                  | 35,20                   |
|                            |                                        |                            |                         |                         |
|                            | Esito: collegio a SNP (nuovo collegio) |                            |                         |                         |

## Risultati dei referendum

### Referendum sulla permanenza del Regno Unito nell'Unione europea del 2016
|        | Collegio                   | Lasciare UE % | Rimanere in UE % |
| ------ | -------------------------- | ------------- | ---------------- |
|        | Perth and North Perthshire | 40,1%         | 59,9%            |
| Scozia | 38,0%                      | 62,0%         |                  |
|        | Regno Unito                | 51,9%         | 48,1%            |